# Stits Playboy

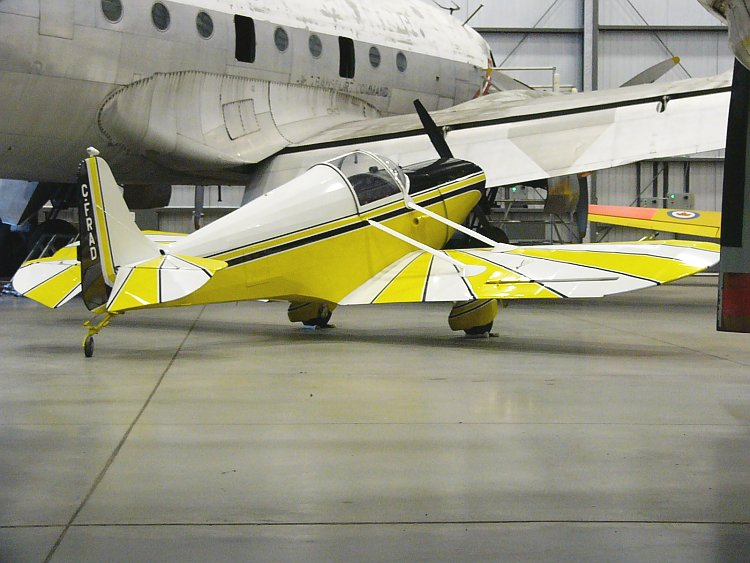
Le premier avion de construction amateur du Canada Stitts SA-3A Playboy C-FRAD au Musée de l'aviation du Canada.

Le Stits SA-3A Playboy (également appelé Stitts SA-3A Playboy) est un monoplan à aile basse monoplace à contreventement conçu par Ray Stits pour la construction amateur d'avion. L'avion a été conçu et le prototype a été achevé en 1952, au terme d'une période de trois mois. Cette conception est devenue l'une des plus influentes de l'essor de la construction amateur d'avions d'après-guerre,,.
Une version à deux sièges côte à côte est connue sous le nom de SA-3B.

## Conception et développement
Le Playboy était le troisième d'une quinzaine de modèles d'avions différents créés par Stits, qui a migré dans les années 1960 de plans de vente au développement de la gamme de toile d'avion Polyfiber et aux formules de peinture associées.
Le Playboy a été conçu pour être construit à partir de plans ou d'une série de kits partiels. La construction est mixte avec le fuselage en acier soudé et les ailes construites en bois. L'avion est recouvert de tissu et comprend une verrière coulissante. L'avion est inhabituel en ce que les ailes basses sont entretoisées.
La gamme de moteurs va de 85 à 160 ch (63 à 119 kW), le Continental C85 (en) de 85 ch étant le plus couramment utilisé.
Le premier de la série de Van's Aircraft conçue par Richard VanGrunsven (en), le Van's Aircraft RV-1 était un Playboy modifié et conduisait directement au Van's Aircraft RV-3 et à la très performante gamme d’avions RV.

## Histoire opérationnelle

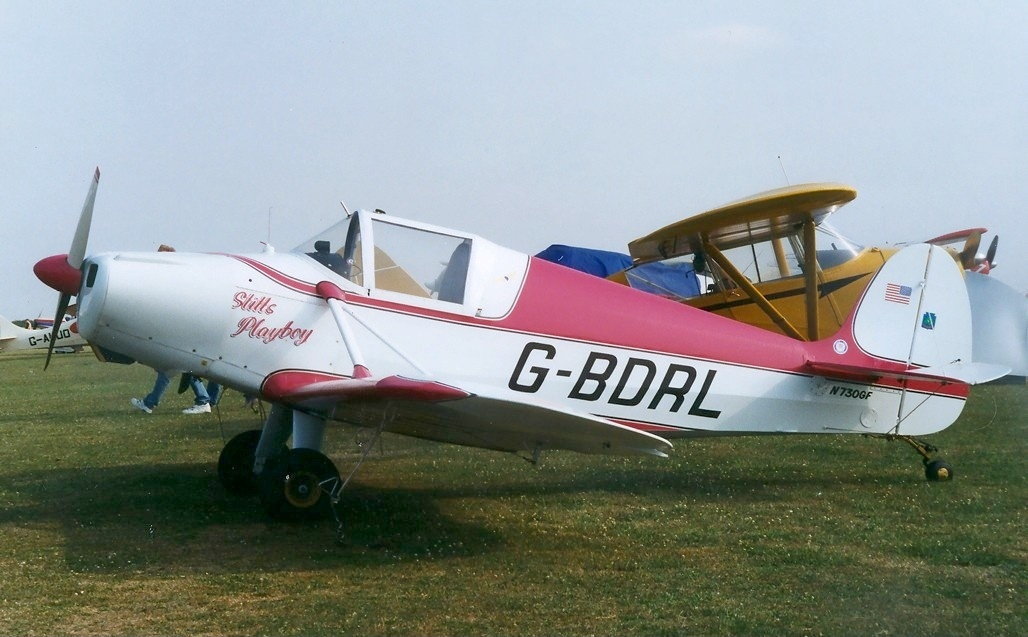
Stits SA-3A Playboy enregistré en Grande-Bretagne

Ayant été vendu en 1955, le prototype Playboy est passé entre les mains de plusieurs propriétaires avant d’être offert à la Experimental Aircraft Association. Ray Stits était le premier membre du Chapter 1. Cet avion se trouve maintenant au EAA Airventure Museum (en) à Oshkosh, dans le Wisconsin.
Le premier avion de construction amateur sous licence au Canada était un Playboy hautement modifié construit par Keith S. Hopkinson. Hopkinson a utilisé le design de base de Playboy et a incorporé un capot Piper J-3, une hélice Cessna 170, des entretoises d'aile de Havilland Tiger Moth, un train d'atterrissage classique Cessna 140 et un carénage de roues Stinson 108.
En mars 2010, il y avait encore 41 Playboys enregistrés aux États-Unis, six au Canada et deux au Royaume-Uni,,.

## Variantes
SA-3A
Version monoplace, propulsée par un Continental C85 de 85 ch (63 kW)
SA-3B
Deux sièges en version de configuration côte à côte, propulsés par un Lycoming O-235 de 115 ch (86 kW)
Super Playboy
Une conception unique avec des extensions d'aile de deux pieds alimentées par un Franklin de 150 ch (112 kW)
VanGrunsven RV-1
Une modification d'un SA-3A à ailes en aluminium cantilever, alimentée par un moteur Lycoming de 125 CV (93 kW).

## Spécifications (SA-3A)
Les données suivantes proviennent de Plane & Pilot, de Musée de l'aviation du Canada et de AirVenture Museum.

### Caractéristiques générales
- Équipage : 1
- Longueur : 5.28 m
- Envergure : 6.76 m
- Hauteur : 1.93 m
- Surface de l'aile : 8.9 m2
- Poids à vide : 272 kg
- Poids brut : 409 kg
- Capacité de carburant : 53 litres
- Groupe motopropulseur : 1 × Continental C85, moteur quatre cylindres à piston et quatre temps, 85 ch (63 kW)

### Performance
- Vitesse maximale : 233 km/h
- Vitesse de croisière : 209 km/h
- Portée : 644 km
- Plafond légal : 3700 m
- Taux de montée : 5.3 m/s